# 183
183（一百八十三）是182與184之間的自然數。

## 數學領域
- 合數，正因數有1、3、61和183。
質因數分解為{\displaystyle 3\times 61}。
- 虧數，真因數和為65，虧度為118。
- 不尋常數，大於平方根的質因數為61。
- 第59個半質數。前一個為178、下一個為185。
- 無平方數因數的數。
- 第86個十进制的等數位數。前一個為181、下一個為185。
- 第8個完全歐拉數（英语：Perfect totient number），φ(183) = 120, φ(120) = 32, φ(32) = 16, φ(16) = 8, φ(8) = 4, φ(4) = 2, φ(2) = 1，120 + 32 + 16 + 8 + 4 + 2 + 1 = 183。
- 在十三進制中為111，是循環單位。
- 可以用二種方式表示成二個平方數的差，=322 - 292=922 - 912。
- 是62邊形數。
- 將183和184（183+1）串接後，形成的整數183184是平方數（4282），183是有此性質的最小正整數。